# Stevia occidentalis
Stevia occidentalis là một loài thực vật có hoa trong họ Cúc. Loài này được (Grashoff) "Soejima, Yahara & K.Watan." mô tả khoa học đầu tiên năm 2001.